# Campionato Paranaense 2022
Il Campionato Paranaense 2022 è stata la 108ª edizione della massima serie del Campionato Paranaense. Il torneo è iniziato il 23 gennaio 2022 e si è concluso il 3 aprile successivo..

## Stagione

### Novità
Al termine della stagione 2021, sono retrocesse in Segunda Divisão Toledo EC e FC Cascavel. Dalla seconda divisione, invece, sono salite São Joseense e União.

### Formato
Le dodici squadre si affrontano dapprima in una prima fase, consistente in un girone da dodici squadre. Le prime otto classificate di tale girone, accederanno alla seconda fase che decreterà la vincitrice del campionato. Le ultime due classificate, retrocedono in Segunda Divisão.
La prime tre classificate, potranno partecipare alla Série D 2023. I primi quattro posti garantiscono anche un posto nella Coppa del Brasile.
Nel caso le prime tre classificate siano già qualificate alla Série D o alle serie superiori, l'accesso alla quarta serie andrà a scalare.

## Risultati

### Prima Fase
| Pos. | Squadra          | Pt | G  | V | N | P | GF | GS | DR  |
| ---- | ---------------- | -- | -- | - | - | - | -- | -- | --- |
| 1    | Operário-PR      | 21 | 11 | 6 | 3 | 2 | 19 | 9  | +10 |
| 2    | Coritiba         | 21 | 11 | 6 | 3 | 2 | 15 | 8  | +7  |
| 3    | Athl. Paranaense | 20 | 11 | 5 | 5 | 1 | 18 | 9  | +9  |
| 4    | Maringá          | 19 | 11 | 6 | 1 | 4 | 12 | 10 | +2  |
| 5    | FC Cascavel      | 18 | 11 | 5 | 3 | 3 | 14 | 12 | +2  |
| 6    | Londrina         | 18 | 11 | 5 | 3 | 3 | 13 | 12 | +1  |
| 7    | Cianorte         | 17 | 11 | 5 | 2 | 4 | 12 | 10 | +2  |
| 8    | São Joseense     | 16 | 11 | 4 | 4 | 3 | 10 | 8  | +2  |
| 9    | Rio Branco-PR    | 12 | 11 | 4 | 0 | 7 | 14 | 19 | –5  |
| 10   | Azuriz           | 11 | 11 | 3 | 2 | 6 | 7  | 13 | –6  |
| 11   | União            | 7  | 11 | 2 | 1 | 8 | 13 | 21 | –8  |
| 12   | Paraná           | 4  | 11 | 1 | 1 | 9 | 5  | 21 | –16 |

Legenda:
      Ammessa alla seconda fase.
      Retrocesse in Segunda Divisão 2023
Note:
Tre punti a vittoria, uno a pareggio, zero a sconfitta.

### Seconda Fase
|  | Quarti di finale | Quarti di finale | Quarti di finale | Quarti di finale | Quarti di finale |  |  | Semifinali | Semifinali       | Semifinali | Semifinali | Semifinali |   |   | Finale | Finale  | Finale | Finale | Finale |  |
|  |                  |                  |                  |                  |                  |  |  |            |                  |            |            |            |   |   |        |         |        |        |        |  |
|  | 8                | São Joseense     | 2                | 0                | 2                |  |  |            |                  |            |            |            |   |   |        |         |        |        |        |  |
|  | 1                | Operário-PR      | 1                | 2                | 3                |  |  | 1          | Operário-PR      | 1          | 0          | 1 (3)      |   |   |        |         |        |        |        |  |
|  | 5                | FC Cascavel      | 0                | 0                | 0                |  |  | 4          | Maringá          | 1          | 0          | 1 (5)      |   |   |        |         |        |        |        |  |
|  | 4                | Maringá          | 1                | 5                | 6                |  |  |            |                  |            |            |            |   |   | 4      | Maringá | 1      | 2      | 3      |  |
|  | 6                | Londrina         | 1                | 1                | 2 (2)            |  |  |            |                  | 2          | Coritiba   | 2          | 4 | 6 |        |         |        |        |        |  |
|  | 3                | Athl. Paranaense | 0                | 2                | 2 (4)            |  |  | 3          | Athl. Paranaense | 1          | 1          | 2          |   |   |        |         |        |        |        |  |
|  | 7                | Cianorte         | 0                | 0                | 0                |  |  | 2          | Coritiba         | 2          | 1          | 3          |   |   |        |         |        |        |        |  |
|  | 2                | Coritiba         | 1                | 3                | 4                |  |  |            |                  |            |            |            |   |   |        |         |        |        |        |  |